# 1951 (szám)
Az 1951 (római számmal: MCMLI) az 1950 és 1952 között található természetes szám.

## A matematikában
A tízes számrendszerbeli 1951-es a kettes számrendszerben 11110011111, a nyolcas számrendszerben 3637, a tizenhatos számrendszerben 79F alakban írható fel.
Az 1951 páratlan szám, prímszám. Kanonikus alakja 19511, normálalakban az 1,951 · 103 szorzattal írható fel. Két osztója van a természetes számok halmazán, ezek növekvő sorrendben: 1 és 1951.
Első típusú köbös prím.
Középpontos hatszögszám.
Az 1951 nyolcvannégy szám valódiosztóösszeg-függvényeként áll elő, ezek közül a legkisebb is nagyobb 10 000-nél.